# Chirodropida
Chirodropida es un orden de cubomedusas. Pueden distinguirse de otras cubomedusas por la presencia de bases musculares ramificadas en las esquinas de su umbrela cúbica y de pequeños sacos asociados a la cavidad gástrica. Típicamente tienen múltiples tentáculos en cada esquina.
Un ejemplo de especie dentro de esta familia dentro de la clase Cubozoa es Chironex fleckeri, comúnmente conocida como "Avispa marina". Se trata de una de las medusas con las picaduras más urticantes, que complementan con su gran capacidad de depredación, ya que son de los pocos cnidarios capaces de moverse por sí solos y marcarse objetivos.